# Echipa națională de handbal feminin a Croației
Echipa feminină de handbal a Croației este echipa națională care reprezintă Croația în competițiile interțări oficiale sau amicale de handbal feminin. Echipa este guvernată de Federația Croată de Handbal.

## Rezultate

### Rezultate la Campionatele Mondiale
(Referință)
| An        | Poziție             |
| --------- | ------------------- |
| 2015      | nu s-a calificat    |
| 2013      | nu s-a calificat    |
| 2011      | locul 7             |
| 2007      | locul 9             |
| 2005      | locul 11            |
| 2001      | nu s-a calificat    |
| / 1999    | nu s-a calificat    |
| 1997      | locul 6             |
| / 1995    | locul 10            |
| 1993      | nu s-a calificat    |
| 1957-1990 | parte a Iugoslaviei |

### Rezultate la Campionatele Europene
| An     | Poziție          |
| ------ | ---------------- |
| / 2014 | locul 13         |
| 2012   | locul 13         |
| / 2010 | locul 9          |
| 2008   | locul 6          |
| 2006   | locul 7          |
| 2004   | locul 13         |
| 2002   | nu s-a calificat |
| 2000   | nu s-a calificat |
| 1998   | nu s-a calificat |
| 1996   | locul 6          |
| 1994   | locul 5          |

## Echipa
Echipa națională a Croației la Campionatul European din 2014:
Antrenor principal: Vladimir Canjuga
| Nr. | Post            | Nume                  | Data nașterii (vârsta) | Înălțime | Selecții | Goluri | Echipă            |
| --- | --------------- | --------------------- | ---------------------- | -------- | -------- | ------ | ----------------- |
| 2   | Centru          | Miranda Tatari        | 20 septembrie 1983     | 1.74 m   | 117      | 342    | RK Podravka       |
| 4   | Inter stânga    | Maja Kožnjak          | 16 aprilie 1985        | 1.72 m   | 74       | 75     | RK Zagreb         |
| 5   | Extremă dreapta | Aneta Peraica         | 29 iulie 1985          | 1.74 m   | 28       | 58     | RK Zagreb         |
| 7   | Extremă stânga  | Tea Grubišić          | 3 decembrie 1985       | 1.76 m   | 25       | 26     | RK Zagreb         |
| 8   | Extremă dreapta | Anita Gaće            | 14 aprilie 1983        | 1.77 m   | 140      | 188    | Dinamo Volgograd  |
| 9   | Inter stânga    | Ćamila Mičijević      | 8 septembrie 1994      | 1.94 m   | 5        | 4      | HC Zamet          |
| 12  | Portar          | Marta Žderić          | 20 aprilie 1990        | 1.83 m   | 50       | 0      | ŽRK Budućnost     |
| 13  | RB              | Lidija Horvat         | 5 mai 1982             | 1.84 m   | 164      | 351    | RK Zagreb         |
| 14  | Centru          | Kristina Elez         | 22 mai 1987            | 1.80 m   | 133      | 414    | RK Podravka       |
| 15  | Inter stânga    | Andrea Penezić        | 13 noiembrie 1985      | 1.86 m   | 126      | 527    | ŽRK Vardar        |
| 16  | Portar          | Ivana Jelčić          | 16 martie 1980         | 1.79 m   | 192      | 0      | RK Zagreb         |
| 17  | Pivot           | Katarina Ježić        | 19 decembrie 1992      | 1.73 m   | 39       | 65     | RK Zagreb         |
| 19  | Extremă stânga  | Maja Zebić            | 30 mai 1982            | 1.78 m   | 157      | 428    | ŽRK Vardar        |
| 20  | Pivot           | Vesna Milanović-Litre | 30 mai 1986            | 1.80 m   | 86       | 154    | Győri Audi ETO KC |
| 25  | Pivot           | Dragica Džono         | 24 mai 1987            | 1.84 m   | 31       | 16     | RK Podravka       |
| 26  | Inter dreapta   | Žana Čović            | 20 august 1989         | 1.80 m   | 24       | 13     | SG BBM Bietigheim |
| 29  | Inter dreapta   | Sonja Bašić           | 26 noiembrie 1987      | 1.82 m   | 46       | 67     | RK Zagreb         |